# Hugo Falk
Hugo Herman Vilhelm Falk, född den 11 mars 1862 i Mariestad, död den 13 november 1925 i Karlstad, var en svensk militär och författare. 

## Biografi
Hugo Falk tillhörde en gammal Värmlandssläkt. Han var son till magistratssekreteraren Hjalmar Falk och Sophie Geijer samt bror till Erland Falk. 
Falk avlade studentexamen 1882 och officersexamen 1883. Han blev kapten vid Värmlands regemente 1903 och kapten i reserven 1913. Från år 1893 var han även intendent vid Karlstads teater och medarbetade även i olika tidningar, bland annat i Nya Wermlandstidningen 1892–1902. 
Han var verksam som roman- och följetongsförfattare och skrev ett stort antal då mycket populära pojk- och äventyrsböcker ofta med militära motiv samt populärvetenskapliga skildringar med tonvikt på hovet.
Hugo Falk är begravd på Västra kyrkogården i Karlstad.